# Snowboard ai XXIII Giochi olimpici invernali - Halfpipe maschile
La gara di halfpipe maschile dei XXIII Giochi olimpici invernali di Pyeongchang, in Corea del Sud, si è svolta dal 13 al 14 febbraio presso il Bokwang Phoenix Park sito a Bongpyeong.

## Programma
Gli orari sono in UTC+9.
| Giorno      | Ora   | Turno          |
| ----------- | ----- | -------------- |
| 13 febbraio | 13:00 | Qualificazione |
| 14 febbraio | 10:30 | Finale         |

## Risultati

### Qualificazione
I primi 12 atleti, al meglio delle due run, guadagnano l'accesso alla finale per le medaglie.
| Pos. | #  | Atleta            | Nazione                      | Run 1 | Run 2 | Punti | Note |
| ---- | -- | ----------------- | ---------------------------- | ----- | ----- | ----- | ---- |
| 1    | 14 | Shaun White       | Stati Uniti                  | 93.25 | 98.50 | 98.50 | Q    |
| 2    | 13 | Scotty James      | Australia                    | 89.00 | 96.75 | 96.75 | Q    |
| 3    | 7  | Ayumu Hirano      | Giappone                     | 87.50 | 95.25 | 95.25 | Q    |
| 4    | 10 | Ben Ferguson      | Stati Uniti                  | 91.00 | 89.75 | 91.00 | Q    |
| 5    | 8  | Raibu Katayama    | Giappone                     | 85.50 | 90.75 | 90.75 | Q    |
| 6    | 5  | Jan Scherrer      | Svizzera                     | 84.00 | 16.00 | 84.00 | Q    |
| 7    | 6  | Chase Josey       | Stati Uniti                  | 47.75 | 83.75 | 83.75 | Q    |
| 8    | 4  | Jake Pates        | Stati Uniti                  | 59.50 | 82.25 | 82.25 | Q    |
| 9    | 15 | Patrick Burgener  | Svizzera                     | 82.00 | 50.25 | 82.00 | Q    |
| 10   | 1  | Yūto Totsuka      | Giappone                     | 80.00 | 65.25 | 80.00 | Q    |
| 11   | 23 | Peetu Piiroinen   | Finlandia                    | 14.25 | 77.50 | 77.50 | Q    |
| 12   | 3  | Kent Callister    | Australia                    | 66.75 | 77.00 | 77.00 | Q    |
| 13   | 11 | Taku Hiraoka      | Giappone                     | 26.00 | 75.75 | 75.75 |      |
| 14   | 24 | Lee Kwang-ki      | Corea del Sud                | 75.00 | 72.00 | 75.00 |      |
| 15   | 16 | Zhang Yiwei       | Cina                         | 32.50 | 74.00 | 74.00 |      |
| 16   | 9  | Tim-Kevin Ravnjak | Slovenia                     | 72.50 | 27.00 | 72.50 |      |
| 17   | 2  | Derek Livingston  | Canada                       | 71.25 | 32.75 | 71.25 |      |
| 18   | 25 | Seamus O'Connor   | Irlanda                      | 65.50 | 39.75 | 65.50 |      |
| 19   | 12 | Markus Malin      | Finlandia                    | 30.25 | 63.50 | 63.50 |      |
| 20   | 29 | Nikita Avtaneev   | Atleti Olimpici dalla Russia | 63.25 | 32.75 | 63.25 |      |
| 21   | 28 | Kweon Lee-jun     | Corea del Sud                | 58.50 | 62.75 | 62.75 |      |
| 22   | 27 | Nathan Johnstone  | Australia                    | 62.25 | 10.25 | 62.25 |      |
| 23   | 18 | Johannes Höpfl    | Germania                     | 53.25 | 59.50 | 59.50 |      |
| 24   | 26 | Kim Ho-jun        | Corea del Sud                | 54.50 | 10.25 | 54.50 |      |
| 25   | 22 | Tit Štante        | Slovenia                     | 24.50 | 52.25 | 52.25 |      |
| 26   | 21 | Rakai Tait        | Nuova Zelanda                | 36.50 | 25.75 | 36.50 |      |
| 27   | 20 | Elias Allenspach  | Svizzera                     | 23.75 | 25.50 | 25.50 |      |
| 28   | 19 | Janne Korpi       | Finlandia                    | 4.50  | 22.50 | 22.50 |      |
| 29   | 17 | Shi Wancheng      | Cina                         | 10.00 | 11.75 | 11.75 |      |

### Finale
La finale è stata disputata al meglio delle 3 run.
| Pos.    | #  | Atleta           | Nazione     | Run 1 | Run 2 | Run 3 | Punti |
| ------- | -- | ---------------- | ----------- | ----- | ----- | ----- | ----- |
| Oro     | 12 | Shaun White      | Stati Uniti | 94.25 | 55.00 | 97.75 | 97.75 |
| Argento | 10 | Ayumu Hirano     | Giappone    | 35.25 | 95.25 | 43.25 | 95.25 |
| Bronzo  | 11 | Scotty James     | Australia   | 92.00 | 81.75 | 40.25 | 92.00 |
| 4       | 9  | Ben Ferguson     | Stati Uniti | 43.00 | 83.50 | 90.75 | 90.75 |
| 5       | 4  | Patrick Burgener | Svizzera    | 84.00 | 51.00 | 89.75 | 89.75 |
| 6       | 6  | Chase Josey      | Stati Uniti | 87.75 | 52.25 | 88.00 | 88.00 |
| 7       | 8  | Raibu Katayama   | Giappone    | 85.75 | 25.00 | 87.00 | 87.00 |
| 8       | 5  | Jake Pates       | Stati Uniti | 47.00 | 82.25 | 27.00 | 82.25 |
| 9       | 7  | Jan Scherrer     | Svizzera    | 31.25 | 80.50 | 70.75 | 80.50 |
| 10      | 1  | Kent Callister   | Australia   | 20.00 | 62.00 | 56.75 | 62.00 |
| 11      | 3  | Yūto Totsuka     | Giappone    | 39.25 | 7.00  | DNS   | 39.25 |
| 12      | 2  | Peetu Piiroinen  | Finlandia   | 4.50  | 12.75 | 13.50 | 13.50 |